# Citoesquelet procariota

Elements del citoesquelet de Caulobacter crescentus. A la figura, aquests elements procariòtics es relacionen amb els seus homòlegs eucariotes i es hipòtesi la seva funció cel·lular. Cal tenir en compte que la funció de la parella FtsZ-MreB es va invertir durant l'evolució en esdevenir tubulina-actina.

El citoesquelet de procariotes és el nom col·lectiu per a tots els filaments estructurals en procariotes. Es creia que les cèl·lules de procariotes no posseïen citoesquelets, però avanços en tecnologia de visualització i determinació d'estructura van permetre el descobriment de filaments en aquestes cèl·lules en 1990. El citoesquelet és un entramat tridimensional de proteïnes que proveeix el suport intern per les cèl·lules, àncora les estructures internes de la mateixa i intervé en els fenòmens de moviment cel·lular i en la seva divisió. Anteriorment es creia que el citoesquelet era una característica única de les cèl·lules eucariotes, però des de llavors s'han trobat estructures homòlogues bacterianes a les principals proteïnes del citoesquelet eucariota.

## FtsZ
Igual que la tubulina, FtsZ forma filaments en presència de GTP, però aquests filaments no s'agrupen en microtúbuls. Durant la divisió cel·lular, FtsZ és la primera proteïna que es desplaça al lloc de la divisió i és essencial per a organitzar a les proteïnes que sintetitzen la nova paret cel·lular en les cèl·lules que es divideixen.

## MreB i Parma
Les proteïnes procariotes similars a l'actina, com ara MreB, estan involucrades en el manteniment de la forma cel·lular. Aquestes proteïnes formen una xarxa helicoidal sota de la membrana cel·lular que guia a les proteïnes que participen en la biosíntesi de la paret cel·lular.
Alguns plasmidis codifiquen un sistema de partició que envolta una proteïna similar a l'actina, anomenada Parma. Els filaments de Parma mostren una inestabilitat dinàmica i poden fer particions als plasmidis d'ADN durant la divisió cel·lular en un mecanisme anàleg a l'utilitzat pels microtúbuls durant mitosi dels eucariotes.
El bacteri Caulobacter crescentus conté una tercera proteïna, crescentina, que està relacionada amb els filaments intermedis de les cèl·lules eucariotes.